# Georg Nyqvist
Georg Nyqvist (i riksdagen kallad Nyqvist i Östmark), född 18 september 1804 i Kils församling, Örebro län, död 17 oktober 1867 i Adolf Fredriks församling, Stockholms stad, var en svensk politiker. Han var riksdagsman i bondeståndet vid ståndsriksdagarna 1853/54, 1859/1860, 1862/63 och 1865/66. Vid ståndsriksdagen 1865–1866 företrädde han bondeståndet i Fryksdals härads övre tingslag.